# St. Nikolaus (Mötsch)

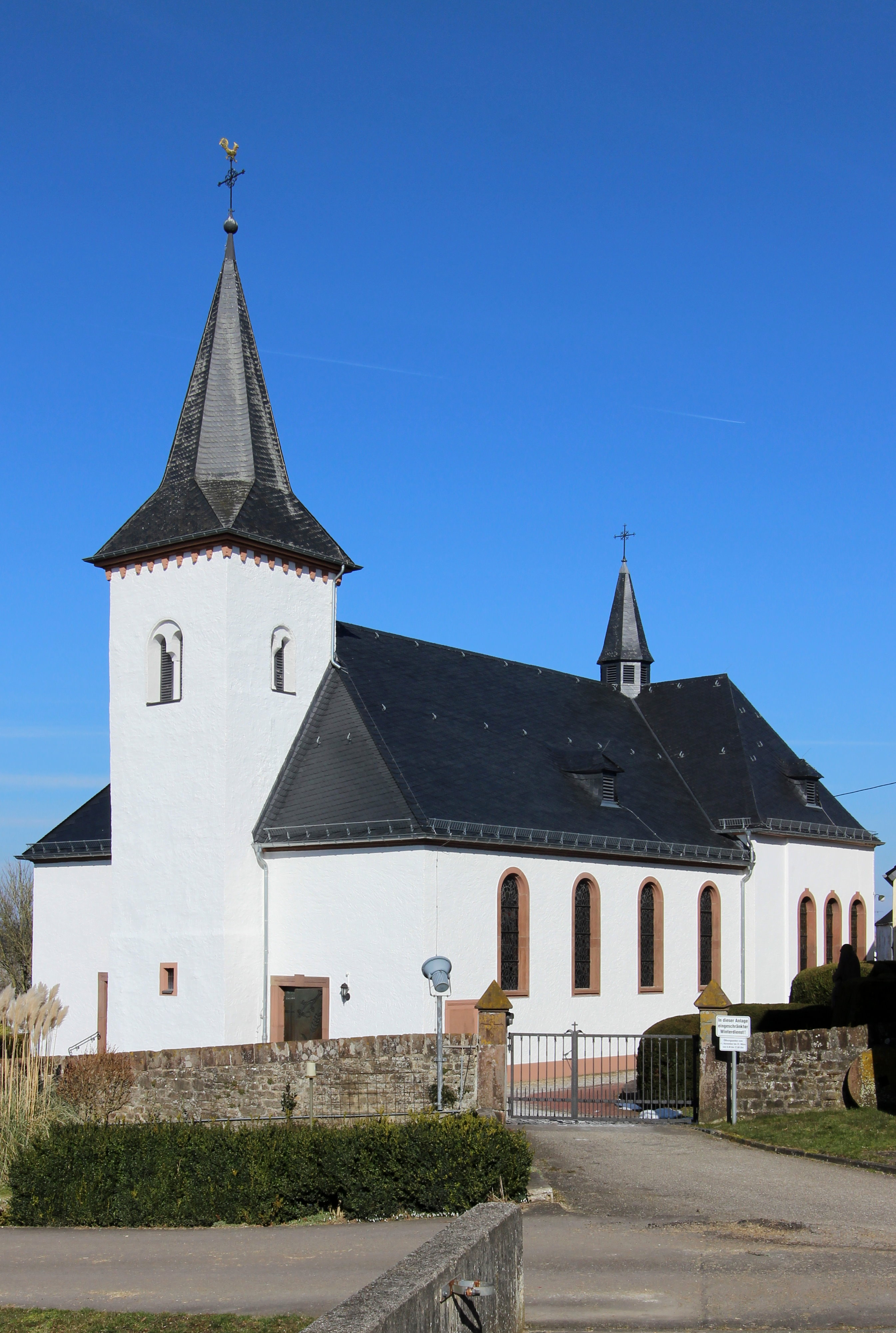
St. Nikolaus von Süd-West

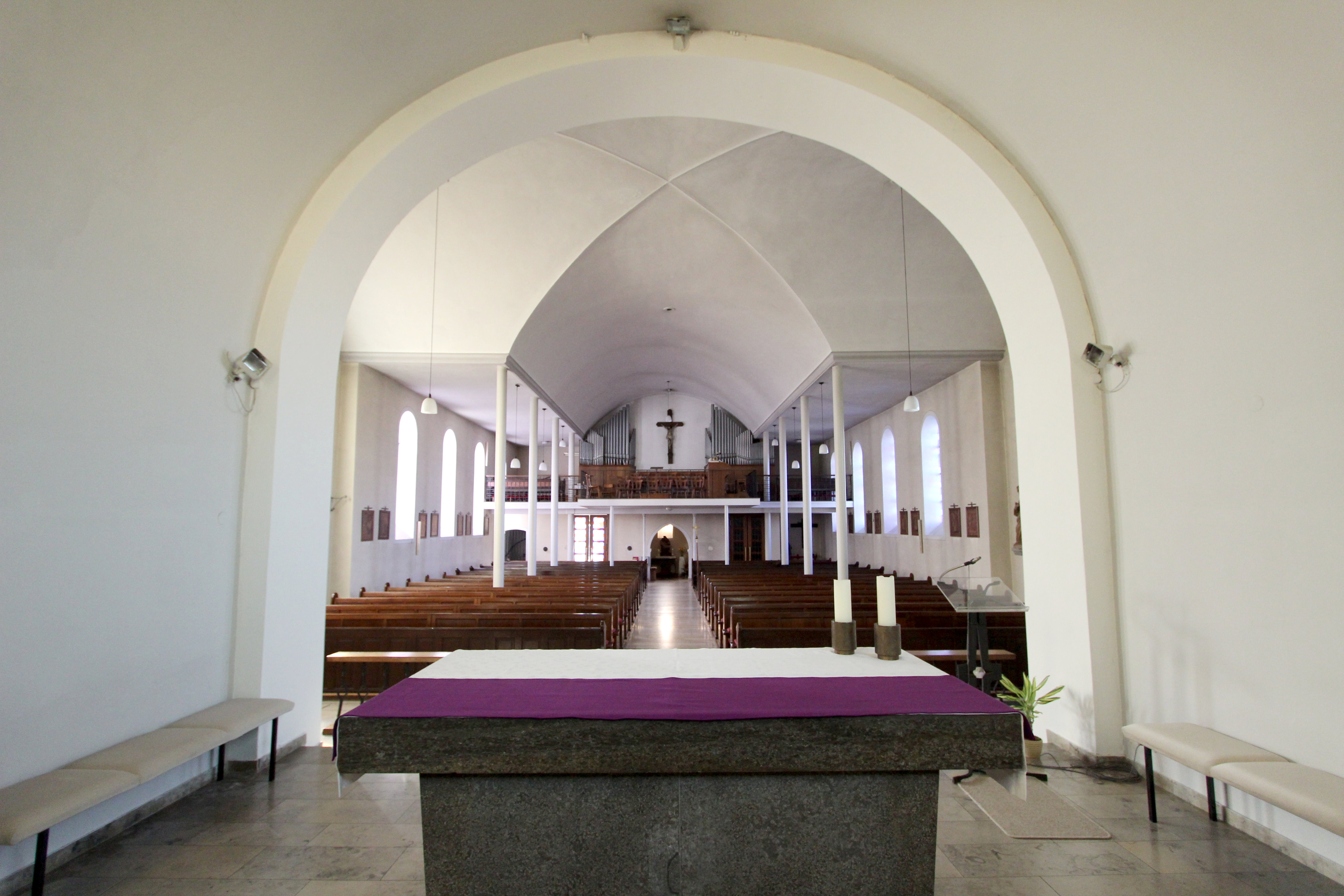
St. Nikolaus Innenaufnahme

Die katholische Filialkirche St. Nikolaus liegt im Bitburger Stadtteil Mötsch und ist ein breitgelagerter Putzbau.
Das 1786 errichtete Längsschiff wurde 1922 um ein Querhaus des Architekten Eduard Endler mit Vierung und einem außen dreiseitig schließenden Chor ergänzt. Der Westturm aus dem Spätmittelalter ist viergeschossig und weist aufgrund seiner gekoppelten Schallfenster gotische Züge auf. Im 19. Jahrhundert wurden ein Steingesims mit Zierrat und ein Schieferhelm hinzugebaut. Die Flachdecken der Seitenschiffe werden von Eisenstützen gehalten. Die Kreuzwegstationen und die Kirchenbänke stammen aus 1922. Die Überbleibsel des 1786 erbauten Säulenaltars finden sich auf der östlichen Außenmauer der Kirche. Eine rundbogig beschlossenen und durch Hermenpilaster eingerahmten Reliefplatte wird dort von einer Kreuzigungsszene mit dem Stifter zu Füßen geschmückt, unter der eine Inschrifttafel angebracht ist.
Die Kirche befindet sich inmitten eines Kirchenhofs, dessen Nordseite Standort eines vor der Mauer aufgestellten Kirchhofskreuz ist. Ein Grabdenkmal aus dem Ende des 19. Jahrhunderts steht daneben. An der Südseite der Kirche wurde 1880 ein Grabkreuz aufgestellt.